# Планина-над-Хорюлом
Планина-над-Хорюлом (словен. Planina nad Horjulom) — поселення в общині Доброва-Полхов Градець, Осреднєсловенський регіон, Словенія. 
Висота над рівнем моря: 772,6 м.